# 卷萼兜兰
卷萼兜兰（学名：Paphiopedilum appletonianum），为兰科兜兰属下的一个植物种。